# Dewoitine D.27
Die Dewoitine D.27 war ein einsitziger leichter Jäger zwischen den Weltkriegen. Er wurde von Émile Dewoitine auf die Ausschreibung der STAE für einen leichten Jäger der Klasse „C1 légers“ konstruiert. Im Bereich der Struktur blieb Dewoitine der Linie vorhergehender Jäger treu, während er bei der Aerodynamik eine Reihe Änderungen vornahm. Angetrieben wurde das Muster durch einen Hispano-Suiza HS-12Mb. Als Fahrwerk erhielt die D.27 ein Achsenfahrwerk anstelle einzeln stehender Räder.

## Konstruktion
Während der Konstruktion zur D.27 ging die Firma von Émile Dewoitine im Februar 1927 in Konkurs. Die Entwicklung wurde daraufhin der Eidgenössischen Konstruktionswerkstätte (K+W) in Thun übergeben, worauf der erste Prototyp am 3. Juni 1928 den Erstflug absolvierte. Nachdem sich Dewoitine im März 1928 mit der Société Aéronautique Française-Avions Dewoitine wieder selbstständig gemacht hatte, wurden im April 1929 die zweite und dritte Vorserienmaschine nach Frankreich geliefert. Neu mit einem Hispano-Suiza HS-12Jb mit 400 PS motorisiert, wurde dieses Exemplar als D 272 bezeichnet. Die andere Vorserienmaschine wurde mit zwei 7,7-mm-MG bewaffnet. Nach Bewertung durch die STAE wurde am 29. November 1929 ein Vertrag für die Lieferung der zwei Vorserienmaschinen sowie die Lieferung von drei weiteren D.27 unterzeichnet. Die drei weiteren Vorserienflugzeuge wurden bei Lioré & Olivier zusammengebaut. Die D.27 wurden mit einem HS 12Hb mit 500 PS ausgerüstet und waren bei den Französischen Luftstreitkräften unter dem Namen D 271 bekannt. Ein Exemplar wurde mit einem Gnome-Rhône Jupiter VI mit Kompressor, welcher eine Leistung 425 PS in 4000 m besaß, ausgerüstet. Diese Version war unter dem Namen D 273 bekannt. Jedoch blieben die Bestellungen der Luftwaffe für eine der beiden Versionen aus.

## Einsatz bei der Schweizer Luftwaffe
Ende 1929 wurde bei der Schweizer Flugwaffe die Entscheidung getroffen, die Jagdstaffeln mit neuen Flugzeugen auszurüsten. Dazu wurden fünf Vorserienmaschinen unter der Bezeichnung D-27 III an die K+W geliefert. Diese begann im Jahre 1931. Darauf folgten 15 Vorserienmaschinen sowie 45 Serienmaschinen. Insgesamt wurden 66 Maschinen an die Fliegertruppen ausgeliefert. Diese Flugzeuge blieben bis 1940 bei den Jagdstaffeln im Einsatz. Danach wurden sie noch bis 1944 zur Schulung genutzt, bevor sie ganz ausgemustert wurden. Eine Maschine stürzte 1941 in Luzern beim Landeanflug auf der Allmend ab. Im Museum in Dübendorf steht die D.27 mit der Nummer 257.
Als Schulungsflugzeug wurden 11 schwächer motorisierte Flugzeuge gefertigt. Der in Thun gebaute Prototyp trug die Bezeichnung D.27 II und die übrigen Maschinen dann die Bezeichnung D.26. Der Motor war ein Lizenzbau des Wright R-975. Nach der Ausmusterung durch die Flugwaffe wurden diverse Exemplare zum Segelflugzeug-Schlepp verwendet. In Grenchen schleppte die Nummer 286 zivil als HB-RAG bis 1964. Die ehemalige HB-RAE von Schänis ging 1970 nach Dübendorf ins Museum und befand sich viele Jahre als U-288 im Verkehrshaus der Schweiz in Luzern. Das Flugzeug steht seit 2021 im Bücker-Museum in Teufen. Die HB-RAI mit der Nummer 284 ist im Eigentum der Fondation pour le Maintien, du Patrimoine Aéronautique. Dieses Flugzeug war einst zum Metallwert an einen Schrotthändler verkauft worden. Scheinbar waren die D.26 zellengleich mit den D.27 und hätten durch Motorwechsel zu Solchen umgebaut werden können.

## Technische Daten

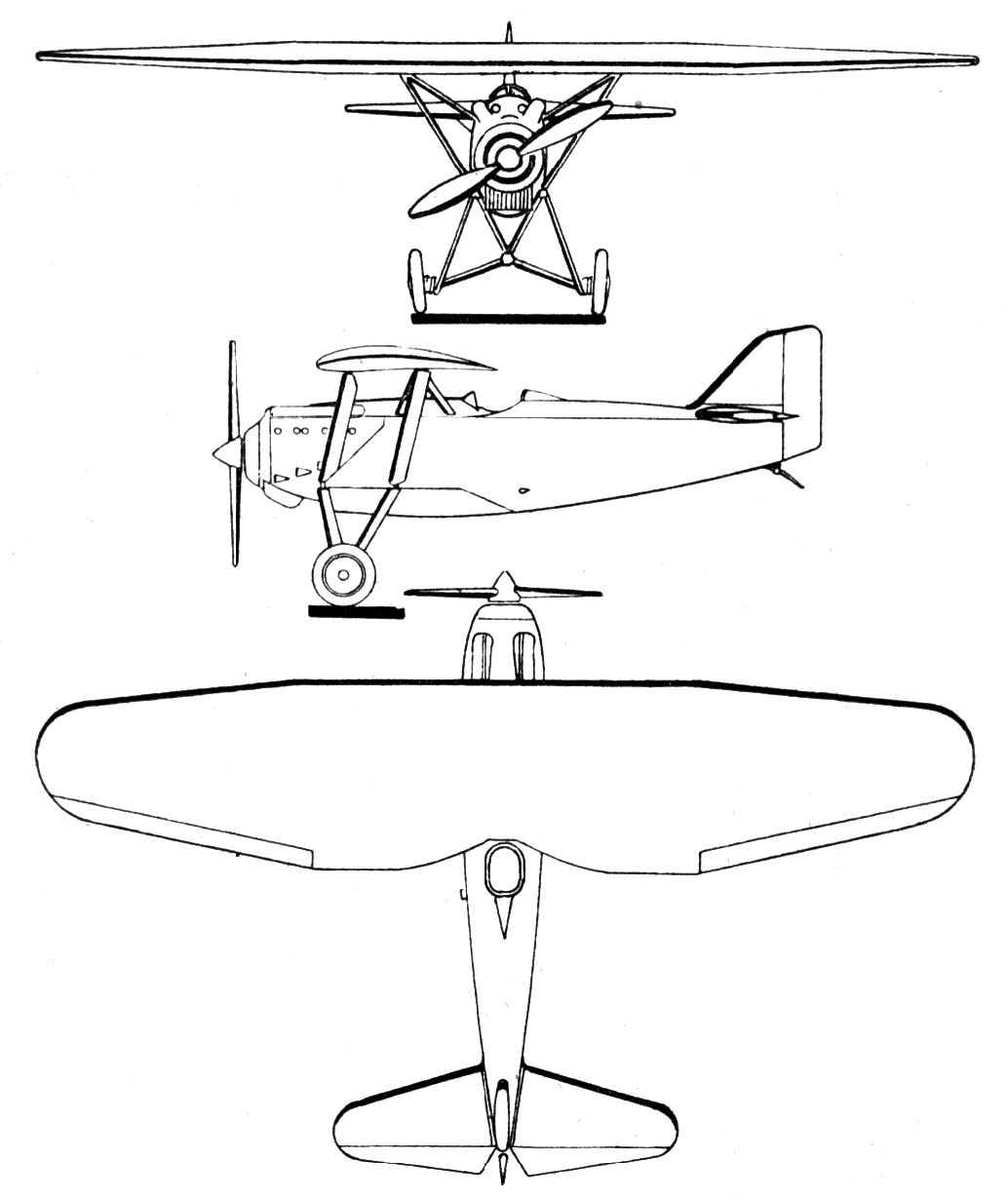
Dreiseitenansicht

| Kenngröße             | Daten D-27 III                                                      |
| --------------------- | ------------------------------------------------------------------- |
| Besatzung             | 1                                                                   |
| Länge                 | 6,56 m                                                              |
| Spannweite            | 10,30 m                                                             |
| Höhe                  | 2,79 m                                                              |
| Flügelfläche          | 17,55 m²                                                            |
| Flügelstreckung       | 6,0                                                                 |
| Leermasse             | 1038 kg                                                             |
| Zuladung              | 376 kg                                                              |
| max. Startmasse       | 1414 kg                                                             |
| Antrieb               | ein Zwölfzylinder-V-Motor Hispano-Suiza HS-12Mb mit 500 PS (368 kW) |
| Höchstgeschwindigkeit | 298 km/h                                                            |
| Anfangssteigleistung  | 10,0 m/s                                                            |
| Flächenbelastung      | 81 kg/m²                                                            |
| Dienstgipfelhöhe      | 8300 m ü. M.                                                        |
| Reichweite            | 425 km                                                              |
| Bewaffnung            | 2 × 7,5 mm MG mit je 500 Schuss durch den Propellerkreis schießend  |